# サンタポッリナーレ
サンタポッリナーレ（伊: Sant'Apollinare）は、イタリア共和国ラツィオ州フロジノーネ県にある、人口約1,800人の基礎自治体（コムーネ）。

## 地理

### 位置・広がり

#### 隣接コムーネ
隣接するコムーネは以下の通り。括弧内のCEはカゼルタ県所属を示す。
- カッシーノ
- ピニャターロ・インテランナ
- ロッカ・デヴァンドロ (CE)
- サン・ジョルジョ・ア・リーリ
- サンタンブロージョ・スル・ガリリャーノ
- サンタンドレーア・デル・ガリリャーノ
- ヴァッレマーイオ

### 気候分類・地震分類
サンタポッリナーレにおけるイタリアの気候分類 (it) および度日は、zona C, 1184 GGである。
また、イタリアの地震リスク階級 (it) では、zona 2B (sismicità media) に分類される。

## 行政

### 分離集落
サンタポッリナーレには、以下の分離集落（フラツィオーネ）がある。
- Agnone, Caselli, Cimino, Colle della Corte, Felci, Giunture, Giunture II, Pagliare, Pantanelle, San Marco, Selvalonga